# Como Calcio 1990-1991
Questa voce raccoglie le informazioni riguardanti il Como Calcio nelle competizioni ufficiali della stagione 1990-1991.

## Stagione
Dopo la seconda retrocessione consecutiva, gli azzurri ritornano in terza serie dopo 11 anni:ritorna in panchina Eugenio Bersellini (che allenò i lariani dal 1971 al 1973) e l'obiettivo dichiarato è la salita immediata in Serie B.
Sul fronte mercato, lasciano i Lario il brasiliano Milton,l'attaccante Giunta,e l'altra bandiera Maccoppi, "Tarzan" Annoni, Biondo,e Notaristefano;e si registrano gli arrivi di Berlinghieri (dal Messina), Seno (dal Treviso), Mariotto (dalla Reggina),e Chiodini (dall'Ancona).
Dopo un avvio in sordina, il Como ottiene 5 vittorie consecutive che lo portano ai vertici della classifica tallonato solamente da Piacenza, Venezia, Empoli:da ricordare la vittoria nel derby a Varese del 2 dicembre per 1-2.Ma nel girone di ritorno il Como accusa un netto calo dal punto di vista dei risultati (saranno ben 8 i pareggi) e nonostante le sconfitte con le corregionali Pavia e Monza i lariani dovettero disputare uno spareggio, contro gli stessi lagunari (che li raggiunsero a quota 44 punti all'ultima giornata) sul neutro di Cesena (seguiti da ben 5000 tifosi comaschi) il 16 giugno 1991 che vide la vittoria dei veneti di Alberto Zaccheroni per 2-1 con gol di Zanin per i lagunari al 37° del primo tempo, il pareggio azzurro arriva al 52º della ripresa con un gol di Francesco Pedone,la gara si mette in salita per gli uomini di Bersellini che rimangono in 10 per l'espulsione di Fortunato e al 77° gli arancioneroverdi ritornano in vantaggio con una rasoiata di Fabrizio Perrotti su punizione.Sembra finita quando però esattamente un minuto dopo viene fischiato un rigore ai lariani per mani veneziane in area ma Vincenzi (incaricato sul dischetto) sciupa tutto facendosi respingere il tiro dall'estremo difensore veneziano Pierantonio Bosaglia (nativo proprio di Como):il Venezia va in Serie B mentre il Como rimane in C.

## Sponsor
Come per l'anno precedente in B,lo sponsor tecnico rimane la tedesca Adidas (che lascerà la società lombarda dopo quasi 10 anni) e lo sponsor ufficiale rimane la FISAC di Grandate.

## Rosa
| N. |                   | Ruolo | Calciatore          |
| -- | ----------------- | ----- | ------------------- |
|    | Italia (bandiera) | P     | Massimiliano Adami  |
|    | Italia (bandiera) | P     | Luca Davide Righi   |
|    | Italia (bandiera) | P     | Marco Savorani      |
|    | Italia (bandiera) | D     | Paolo Annoni        |
|    | Italia (bandiera) | D     | Alessandro Chiodini |
|    | Italia (bandiera) | D     | Alessandro Dozio    |
|    | Italia (bandiera) | D     | Andrea Fortunato    |
|    | Italia (bandiera) | D     | Giacomo Gattuso     |
|    | Italia (bandiera) | D     | Vincenzo Maiuri     |
|    | Italia (bandiera) | D     | Fabrizio Radice     |
|    | Italia (bandiera) | D     | Andrea Tubaldo      |
|    | Italia (bandiera) | C     | Primo Berlinghieri  |
|    | Italia (bandiera) | C     | Cristian Boscolo    |

| N. |                   | Ruolo | Calciatore         |
| -- | ----------------- | ----- | ------------------ |
|    | Italia (bandiera) | C     | Giancarlo Centi    |
|    | Italia (bandiera) | C     | Maurizio Croce     |
|    | Italia (bandiera) | C     | Giuseppe Ferazzoli |
|    | Italia (bandiera) | C     | Adelio Malinverno  |
|    | Italia (bandiera) | C     | Massimo Mariotto   |
|    | Italia (bandiera) | C     | Francesco Pedone   |
|    | Italia (bandiera) | C     | Giuseppe Romano    |
|    | Italia (bandiera) | C     | Andrea Seno        |
|    | Italia (bandiera) | C     | Marco Sinigaglia   |
|    | Italia (bandiera) | A     | Massimo Cicconi    |
|    | Italia (bandiera) | A     | Loris Pradella     |
|    | Italia (bandiera) | A     | Francesco Vincenzi |

### Calciatori ceduti durante la stagione
| N. |                   | Ruolo | Calciatore                                        |
| -- | ----------------- | ----- | ------------------------------------------------- |
|    | Italia (bandiera) | C     | Oreste Didonè (al Siracusa da novembre 1990)      |
|    | Italia (bandiera) | C     | Elia Roselli (alla Ternana da novembre 1990)      |
|    | Italia (bandiera) | A     | Alvaro Zian (alla Sambenedettese da ottobre 1990) |

## Risultati

### Campionato

#### Girone di andata
| Como 16 settembre 1990, ore 15.00 1ª giornata | Como | 2 – 0 | Trento | Stadio Giuseppe Sinigaglia |

| Piacenza 23 settembre 1990, ore 15.00 2ª giornata | Piacenza | 2 – 0 | Como | Stadio Galleana |

| Como 30 settembre 1990, ore 15.00 3ª giornata | Como | 0 – 0 | Spezia | Stadio Giuseppe Sinigaglia |

| Lugo di Romagna 7 ottobre 1990, ore 15.00 4ª giornata | Baracca Lugo | 0 – 0 | Como | Stadio Comunale |

| Como 14 ottobre 1990, ore 15.00 5ª giornata | Como | 1 – 0 | Pavia | Stadio Giuseppe Sinigaglia |

| Mantova 21 ottobre 1990, ore 15.00 6ª giornata | Mantova | 1 – 1 | Como | Stadio Danilo Martelli |

| Como 4 novembre 1990, ore 15.00 7ª giornata | Como | 0 – 1 | Venezia | Stadio Giuseppe Sinigaglia |

| Como 11 novembre 1990, ore 15.00 8ª giornata | Como | 3 – 0 | Carpi | Stadio Giuseppe Sinigaglia |

| Sesto San Giovanni 18 novembre 1990, ore 15.00 9ª giornata | Pro Sesto | 0 – 2 | Como | Stadio Breda |

| Como 25 novembre 1990, ore 15.00 10ª giornata | Como | 2 – 0 | Chievo | Stadio Giuseppe Sinigaglia |

| Varese 2 dicembre 1990, ore 15.00 11ª giornata | Varese | 1 – 2 | Como | Stadio Franco Ossola |

| Como 9 dicembre 1990, ore 15.00 12ª giornata | Como | 2 – 1 | Empoli | Stadio Giuseppe Sinigaglia |

| Vicenza 16 dicembre 1990, ore 15.00 13ª giornata | Vicenza | 0 – 0 | Como | Stadio Romeo Menti |

| Como 30 dicembre 1990, ore 15.00 14ª giornata | Como | 0 – 0 | Monza | Stadio Giuseppe Sinigaglia |

| Casale Monferrato 6 gennaio 1991, ore 15.00 15ª giornata | Casale | 0 – 3 | Como | Stadio Natale Palli |

| Como 13 gennaio 1991, ore 15.00 16ª giornata | Como | 1 – 0 | Carrarese | Stadio Giuseppe Sinigaglia |

| Fano 20 gennaio 1991, ore 15.00 17ª giornata | Fano | 0 – 0 | Como | Stadio Raffaele Mancini |

#### Girone di ritorno
| Trento 3 febbraio 1991, ore 15.00 18ª giornata | Trento | 0 – 0 | Como | Stadio Briamasco |

| Como 10 febbraio 1991, ore 15.00 19ª giornata | Como | 0 – 0 | Piacenza | Stadio Giuseppe Sinigaglia |

| La Spezia 17 febbraio 1991, ore 15.00 20ª giornata | Spezia | 0 – 1 | Como | Stadio Alberto Picco |

| Como 24 febbraio 1991, ore 15.00 21ª giornata | Como | 2 – 0 | Baracca Lugo | Stadio Giuseppe Sinigaglia |

| Pavia 3 marzo 1991, ore 15.00 22ª giornata | Pavia | 2 – 0 | Como | Stadio Pietro Fortunati |

| Como 17 marzo 1991, ore 15.00 23ª giornata | Como | 3 – 0 | Mantova | Stadio Giuseppe Sinigaglia |

| Mestre 24 marzo 1991, ore 15.00 24ª giornata | Venezia | 0 – 1 | Como | Stadio Francesco Baracca |

| Carpi 30 marzo 1991, ore 15.00 25ª giornata | Carpi | 0 – 0 | Como | Stadio Sandro Cabassi |

| Como 7 aprile 1991, ore 15.00 26ª giornata | Como | 0 – 0 | Pro Sesto | Stadio Giuseppe Sinigaglia |

| Verona 14 aprile 1991, ore 15.00 27ª giornata | Chievo | 0 – 0 | Como | Stadio Marcantonio Bentegodi |

| Como 28 aprile 1991, ore 15.00 28ª giornata | Como | 0 – 0 | Varese | Stadio Giuseppe Sinigaglia |

| Empoli 5 maggio 1991, ore 15.00 29ª giornata | Empoli | 1 – 0 | Como | Stadio Carlo Castellani |

| Como 12 maggio 1991, ore 15.00 30ª giornata | Como | 1 – 1 | Vicenza | Stadio Giuseppe Sinigaglia |

| Monza 19 maggio 1991, ore 15.00 31ª giornata | Monza | 3 – 0 | Como | Stadio Brianteo |

| Como 26 maggio 1991, ore 15.00 32ª giornata | Como | 2 – 1 | Casale | Stadio Giuseppe Sinigaglia |

| Carrara 2 giugno 1991, ore 15.00 33ª giornata | Carrarese | 1 – 1 | Como | Stadio dei Marmi |

| Como 9 giugno 1991, ore 15.00 34ª giornata | Como | 3 – 2 | Fano | Stadio Giuseppe Sinigaglia |

### Coppa Italia
| Reggio Emilia 26 agosto 1990 | Reggiana | 0 – 1 | Como | Stadio Mirabello |

| Como 2 settembre 1990 | Como | 1 – 2 (d.t.s.) | Reggiana | Stadio Giuseppe Sinigaglia |